# Albânia nos Jogos Olímpicos de Verão de 2004
A Albânia competiu nos Jogos Olímpicos de Verão de 2004, em Atenas, na Grécia.

## Atletismo
Os atletas albaneses até agora alcançaram os padrões de qualificação nos seguintes eventos de atletismo (até um máximo de 3 atletas em cada evento no padrão 'A' e 1 no padrão 'B').
Homens
| Atleta         | Competição           | Qualificação | Qualificação | Final       | Final       |
| Atleta         | Competição           | Distância    | Posição      | Distancia   | Posição     |
| -------------- | -------------------- | ------------ | ------------ | ----------- | ----------- |
| Dorian Çollaku | Arremesso de martelo | 70.06        | 31           | Não avançou | Não avançou |

Mulheres
| Atleta         | Evento      |         |      | Semifinal   | Semifinal   | Final       | Final       |
| Atleta         | Evento      | Result  | Rank | Result      | Rank        | Result      | Rank        |
| -------------- | ----------- | ------- | ---- | ----------- | ----------- | ----------- | ----------- |
| Klodiana Shala | 400 m rasos | 1:00.00 | 6    | não avançou | não avançou | não avançou | não avançou |